# Lunca Corbului
Lunca Corbului – wieś w Rumunii, w okręgu Ardżesz, w gminie Lunca Corbului. W 2011 roku liczyła 656 mieszkańców.